# 東雅雄
東 雅雄 ( あずま まさお、1971年3月24日 - ) は、高知県高知市北秦泉寺出身の元オートバイレーサー。1996年の全日本ロードレース選手権GP125クラスチャンピオン。1997年から2003年までロードレース世界選手権125ccクラスにフル参戦した。

## 経歴

### キャリア初期
1986年、高知東工業高校1年のとき自動車部に入った東は、同級生と一緒に中古のスクーターを購入。隣県の徳島カートランドでおこなわれたレースに出場し、初レースで7位に入った。
高校を卒業し地元の自動車ディーラーに就職してからも趣味でミニバイクレースを続け、また横浪スカイライン等の峠道を攻めることもあった。しかし友人が峠で大きな事故を起こしたのを機に公道を攻めるのは卒業。その後サーキットでの本格的なレース参戦を目指して貯金をし、1991年末には125ccのロードレーサー、ホンダ・RS125Rを購入した。

### ロードレース参戦 ～ 全日本へ
1992年2月、岡山TIサーキット英田の地方選手権ノービスクラスに参戦を開始した。デビューレースで3位表彰台に立ち、この年のシリーズランキングでは藤原克昭に次ぐ2位に入った。またこの年東はレースに集中するために、時間の自由の効かない自動車ディーラーを辞め、パチンコ店やカラオケボックスでアルバイトをこなしレース資金を稼いだ。
1993年には国内A級に昇格し、TIサーキットでの地方選手権でチャンピオンを獲得。国際A級に昇格した1994年には全日本ロードレース選手権GP125クラスにデビュー、シリーズ12位を記録した。2年目の1995年にはシーズン4勝を挙げ、ヤマハ・TZ125を駆る宇井陽一に3ポイント差で次ぐシリーズ2位となった。この年の第7戦鈴鹿では1周目にコースアウトを喫し最後尾に落ちたものの、その後約40台を追い抜く怒濤の追い上げで勝利を挙げる活躍を見せた。
そして全日本3年目の1996年、東は2位の仲城英幸に40ポイント近い大差を付けてシリーズチャンピオンに輝いた。またこの年鈴鹿で開催された日本GP125ccクラスのレースにワイルドカード枠で参戦。トップ集団に食らいついて6位に入賞した。

### ロードレース世界選手権

#### 1997
1997年、前年まで現役GPライダーだったオランダ人のルーク・ボデリエ率いるL.B. レーシングチームからロードレース世界選手権125ccクラスにフル参戦デビューを果たした。チームの本拠地があるスヘルトーヘンボスにアパートを借りて生活を始めた東は、全く走った経験のないヨーロッパのサーキットに苦戦したが、15戦中11戦でポイントを獲得し、唯一勝手知ったる鈴鹿での日本GPでベストリザルトとなる4位に入り、シリーズランキング15位を記録した。

#### 1998
2年目の1998年、元GPライダーのベルギー人、オリビエ・リエジョアが監督を務めるリエージュ・コンペティション・チームに移籍し、チーム本拠地のリエージュに居を移した。シーズンオフにブリヂストンタイヤの開発ライダーを担当しテスト走行を重ねた東は、開幕戦鈴鹿で自身初の3位表彰台に立った。その後フランスGP、イモラGP、カタルニアGPでも3位に入るなど好調を維持した。そして第13戦オーストラリアGP、ファイナルラップの最終コーナー明けに同じホンダの眞子智実、マルコ・メランドリとのスリップストリーム合戦を制した東はグランプリ初優勝を遂げた。シリーズランキングはこの年5位と大きく躍進した。

#### 1999
1999年シーズン、リエージュチームには冠スポンサーとしてベネトン・プレイライフが就き、資金面での心配がなくなった。東は開幕戦マレーシアGPから3連勝、前半9戦中5勝を挙げ、チャンピオン争いをリードしたまま夏休み(約1ヶ月グランプリの開催がない期間)を迎えた。この時点では東自身も周囲の人間もチャンピオン獲得を確信していた。
しかし休み明けの第10戦チェコGPの土曜日朝のフリー走行時、東はコース上で鹿に遭遇する。鹿と目を合わせてしまった東めがけて鹿が突進し両者は激突、鹿は即死、マシンはバラバラになり東も全身に打撲を負った。その後痛み止めの注射を打って予選・決勝レースと出場したが、決勝途中で痛み止めが切れてしまい、腰痛と闘いながらの結果は12位に終わった。
このレース以降東は大きく調子を落とし、勝利はおろか表彰台に立つことも叶わず、後半戦のベストリザルトはオーストラリアGPでの5位にとどまり、最終的なシリーズランキングは3位にまで落ちてしまった。この年チャンピオンとなったのは、1勝すら挙げなかったものの安定して上位のフィニッシュを続けたエミリオ・アルサモラだった。

#### 2000
2000年もチームに残留、最終戦オーストラリアGPでの1勝を含む6度表彰台に立ったが、4度のリタイヤが響いてチャンピオン争いには絡めず、シリーズランキングは前年より一つ落として4位に終わった。

#### 2001
前年の最終戦における東の勝利によって、ホンダのグランプリ通算勝利数は497となっており、2001年の開幕戦日本GPでホンダが全クラスで勝利を挙げれば500勝を達成できる計算だった。そんな状況の下、125ccクラスの決勝では同じホンダの上田昇がレースをリードしていたが15周目に転倒、トップグループでホンダを駆るのは東ひとりとなってしまった。3番手でファイナルラップに突入した東はスプーンカーブでアプリリアのルーチョ・チェッキネロを、130R手前のバックストレートでデルビの宇井陽一をオーバーテイク、そのまま抑えきってホンダに498勝目をもたらした。そして続く250ccクラス決勝ではNSR250を駆る加藤大治郎が制し、500ccクラスではNSR500のバレンティーノ・ロッシが勝利を収めて500勝を達成。東はホンダの地元での500勝達成に貢献することとなった。
その後東は第3戦スペインGPでも勝利を挙げるが、以降は表彰台の獲得はなく、この年のチャンピオンのマヌエル・ポジャーリからは100ポイント近く離されてシリーズ5位に終わった。

#### 2002
チーム在籍5年目となった2002年シーズン、開幕から成績は低迷し、雨のリオGPで唯一の勝利・唯一の表彰台を獲得したに留まり、シリーズランキングは8位に終わった。GP通算10勝目となったこのリオGPでの優勝が、結局東のGP最後の勝利となった。

#### 2003
2003年シーズンの開幕前、32歳になる東はこのシーズンいっぱいでの引退を密かに決意していた。長年在籍したリエージュ・コンペティションを去り、フィンランドのアジョ・モータースポーツに移籍し、引き続きホンダ・RS125Rとブリヂストンタイヤのパッケージで戦うことになったが、GP参戦2年目のチームではメカニックも未熟で、マシンセッティングに苦しんで思うような成績を残せないままシーズン終盤を迎えた。そしてもてぎでおこなわれた第13戦パシフィックGPの決勝を前にこのシーズン限りでの現役引退を公式に発表。得意のウェットレースとなった第15戦オーストラリアGPでは、雨に強いブリヂストンタイヤを武器に2位表彰台を獲得。これがこのシーズン唯一の表彰台となり、シリーズランキング16位で最後のシーズンを終えた。

### 引退後の活動
2004年2月1日付で、東はブリヂストンの社員となった。レース部門でMotoGP担当の現場エンジニアとしてグランプリに帯同することになった東は、2007年にはリズラ・スズキチーム、2008年からはドゥカティ・マルボロチーム、2010年はチーム・アスパーを担当しており、TV中継でしばしばその姿が映されている。
2013年5月現在、ブリヂストンモータースポーツタイヤ開発チーフエンジニア。

## ロードレース世界選手権 戦績
- 凡例
- ボールド体のレースはポールポジション、イタリック体のレースはファステストラップを記録。

| 年     | クラス | マシン | 1       | 2      | 3      | 4      | 5       | 6       | 7       | 8       | 9       | 10      | 11      | 12      | 13      | 14     | 15     | 16      | 順位 | ポイント |
| ------ | ------ | ------ | ------- | ------ | ------ | ------ | ------- | ------- | ------- | ------- | ------- | ------- | ------- | ------- | ------- | ------ | ------ | ------- | ---- | -------- |
| 1996年 | 125cc  | ホンダ | MAL     | INA    | JPN 6  | SPA    | ITA     | FRA     | NED     | GER     | GBR     | AUT     | CZE     | IMO     | CAT     | BRA    | AUS    |         | 24位 | 10       |
| 1997年 | 125cc  | ホンダ | MAL 12  | JPN 4  | SPA 9  | ITA 11 | AUT 11  | FRA 9   | NED 10  | IMO 9   | GER Ret | BRA 17  | GBR 13  | CZE Ret | CAT Ret | INA 11 | AUS 12 |         | 15位 | 66       |
| 1998年 | 125cc  | ホンダ | JPN 3   | MAL 9  | SPA 4  | ITA 9  | FRA 3   | MAD Ret | NED 10  | GBR Ret | GER Ret | CZE Ret | IMO 3   | CAT 3   | AUS 1   | ARG 4  |        |         | 4位  | 135      |
| 1999年 | 125cc  | ホンダ | MAL 1   | JPN 1  | SPA 1  | FRA 4  | ITA 7   | CAT Ret | NED 1   | GBR 1   | GER 6   | CZE 12  | IMO 10  | VAL Ret | AUS 5   | RSA 14 | BRA 6  | ARG Ret | 3位  | 190      |
| 2000年 | 125cc  | ホンダ | RSA 9   | MAL 8  | JPN 3  | SPA 4  | FRA Ret | ITA 3   | CAT 2   | NED 9   | GBR 5   | GER Ret | CZE Ret | POR Ret | VAL 2   | BRA 2  | PAC 4  | AUS 1   | 4位  | 176      |
| 2001年 | 125cc  | ホンダ | JPN 1   | RSA 10 | SPA 1  | FRA 8  | ITA 8   | CAT Ret | NED Ret | GBR 4   | GER 4   | CZE 13  | POR Ret | VAL 23  | PAC 5   | AUS 4  | MAL 8  | BRA 7   | 5位  | 142      |
| 2002年 | 125cc  | ホンダ | JPN Ret | RSA 9  | SPA 8  | FRA 5  | ITA 13  | CAT 15  | NED 14  | GBR 4   | GER 15  | CZE 12  | POR 5   | BRA 1   | PAC 18  | MAL 9  | AUS 8  | VAL 18  | 8位  | 101      |
| 2003年 | 125cc  | ホンダ | JPN 17  | RSA 9  | SPA 11 | FRA 10 | ITA 14  | CAT 22  | NED Ret | GBR 13  | GER Ret | CZE 13  | POR 13  | BRA Ret | PAC 13  | MAL 5  | AUS 2  | VAL 15  | 16位 | 64       |